# أم كلثوم بنت عقبة
أُم كُلْثُوم بنتُ عُقْبَة بن أبي مُعَيط بن أبي عَمْرو بن أُمَيَّة بن عبد شمس القُرَشية الأموية، صحابية، وأمها أروى بنت كريز، وهي أخت عثمان بن عفان لأمه،  أسلمت أم كلثوم بنت عقبة بمكة قبل أن يأخذَ النساء في الهجرة إلى المدينة، ثم هاجرت وبايعت، فهي من المهاجرات المبايعات، وذكر ابن سعد أنها أول من هاجر من النساء.
فلما قدمت المدينة تزوَّجها زيد بن حارثة فقُتِل عنها يوم مؤتة أو طلقها، فتزوّجها الزّبير بن العوّام، فولدت له زينب. ثم طلقّها فتزوّجها عبد الرّحمن بن عوف، فولدت له إبراهيم وحميدًا، ومحمدًا، وإسماعيل، وحَميدة، وأمَةُ الرّحمن، ومات عنها فتزوَّجها عمرو بن العاص، فمكثت عنده شهرًا، وماتت.

## روايتها للحديث
حدثنا ابن علية ، عن معمر ، عن الزهري ، عن حميد بن عبد الرحمن بن عوف ، عن أمه أم كلثوم ابنة عقبة ، عن النبي صلي الله عليه وسلم ، قال : " ليس بالكاذب من أصلح بين الناس فقال خيرا ونمي خيرًا " ، يعني : أبلغ ورفع ، وكل شيء رفعته فقد نميته .